# Can Sala (Tàrrega)
Can Sala és una obra de Tàrrega (Urgell) protegida com a Bé Cultural d'Interès Local.

## Descripció
Situada al centre urbà de Tàrrega, en una zona adaptada a vianants amb alta presència de comerç local. Casa entre mitgeres, de planta rectangular amb tres nivells disposats damunt dos pilars que conformen les arcades de l'indret. La coberta és d'un aiguavés amb terrassa a la part davantera. La façana es presenta estucada a partir de fileres de franges horitzontals buixardades i al seu torn, és rematada per un entaulament i un frontó triangular, de tipologia clàssica, que s'empra com a mur de tancament de la terrassa. D'aquests elements, és interessant destacar que el fris de l'entaulament conté totes les parts que el fan complet: tríglifs, mètopes, règula i gota. Pel que fa a les obertures, a la planta baixa hi ha la porta d'accés a l'habitatge i, al seu costat, una de secció rectangular delimitant l'espai comercial. A la planta noble s'hi obre una tribuna formada per un cos hexagonal que s'estructura amb tres finestres d'arc de mig punt separades per columnes llises però amb el capitell compost per volutes i elements vegetals. A la planta superior hi ha un balcó delimitat per una balustrada, situat damunt la tribuna i separat d'aquesta per un fris complet, amb les mètopes decorades amb motius vegetals. L'estructura segueix la de la tribuna, però en comptes d'arc de mig punt és d'arc pla, amb les obertures emmarcades i la central, decorada amb una orla i elements vegetals.